# District de Nankana Sahib
Le district de Nankana Sahib (en ourdou : ضِلع ننكانہ صاحِب) est une subdivision administrative de la province du Pendjab au Pakistan. Il est constitué autour de sa capitale Nankana Sahib, qui se trouve à moins de cent kilomètres de Lahore, deuxième ville du pays.
Cette subdivision a été créée en mai 2005. Auparavant, sa superficie était comprise dans le district de Shekhupura. Sa population s'établissait à environ 1,4 million d'habitants en 2017, essentiellement des Pendjabis. Le district et sa capitale doivent leur nom à Guru Nanak, fondateur du sikhisme et originaire de la zone.

## Histoire

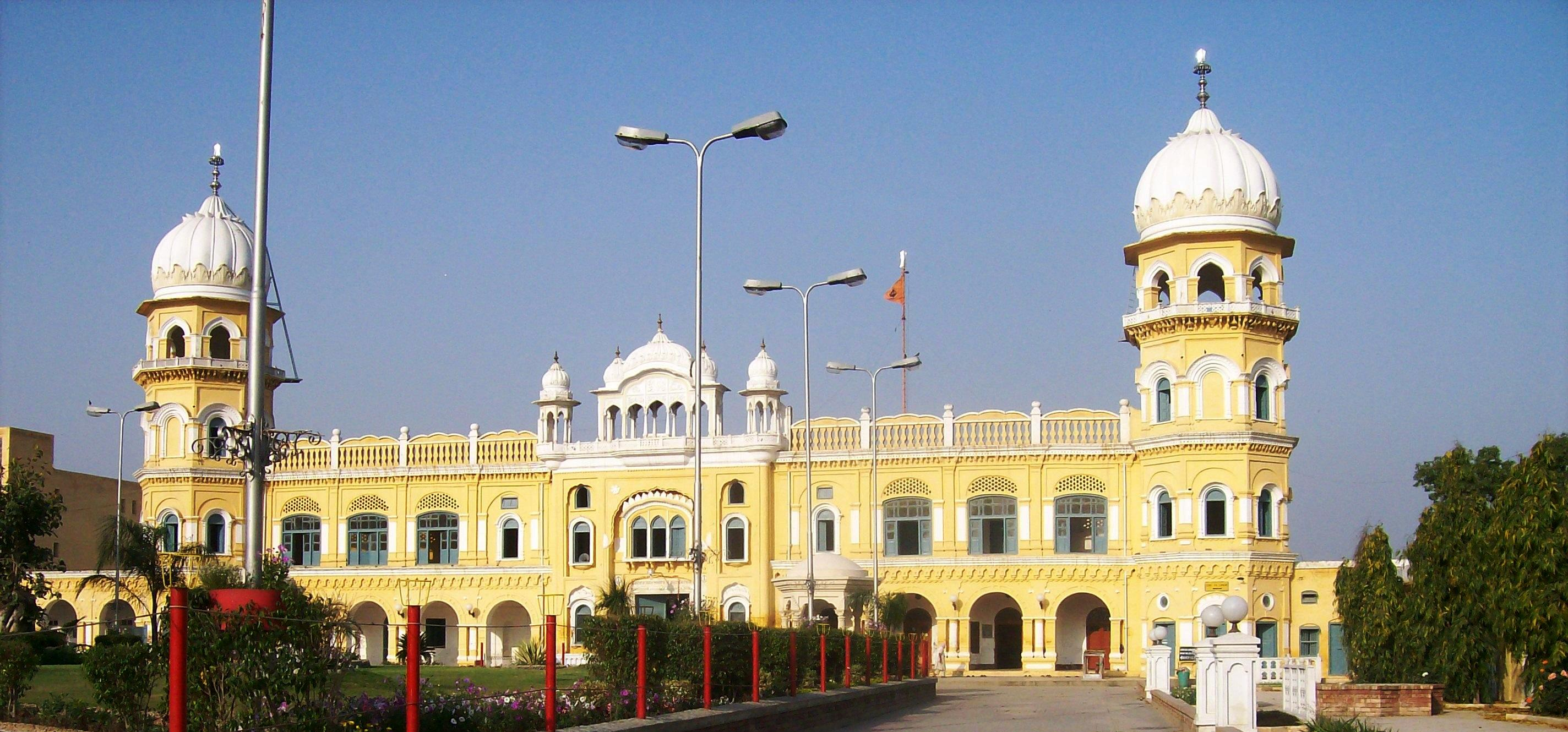
Le gurdwara de Nankana Sahib, trace de l'ancienne présence sikhe.

La région de Nankana Sahib a été sous la domination de diverses puissances au cours de l'histoire, notamment le Sultanat de Delhi puis l'Empire moghol. Il est intégré au Raj britannique en 1858, puis la population majoritairement musulmane a soutenu la création du Pakistan en 1947.
La région est le berceau du sikhisme, alors que son fondateur Guru Nanak est originaire de Nankana Sahib, ville à laquelle il a donné son nom. Lors de la partition des Indes, la grande majorité des hindous et sikhs sont contraints de quitter la région tandis que des réfugiés musulmans s'y installent.
Le district de Nankana Sahib est créé le 9 mai 2005 sur décision du gouvernement local du Pendjab. Il était auparavant un tehsil du district de Shekhupura.
Le district est le lieu des faits à l'origine de l'affaire Asia Bibi, qui éclate en juin 2009 quand cette chrétienne est accusée de blasphème.

## Démographie
Lors du recensement de 1998, la population du tehsil correspondant au futur district a été évaluée à 1 044 865 personnes, dont environ 15 % d'urbains.
Le recensement mené en 2017 pointe une population de 1 356 374 habitants, soit une croissance annuelle de 1,38 % depuis 1998, largement inférieure aux moyennes provinciale et nationale de 2,13 % et 2,4 % respectivement. Le taux d'urbanisation monte un peu, à 18 %.
Près de 98 % des habitants du district sont des Pendjabis parlant de pendjabi. Si le district est largement Musulman à 96 % de la population, le district à une minorité de Sikhs de 2 % de la population, concentrés en grande partie à Nankana Sahib. Les Hindous sont 1, 5 %. Les Chrétiens sont environ 0,5 %.

## Administration

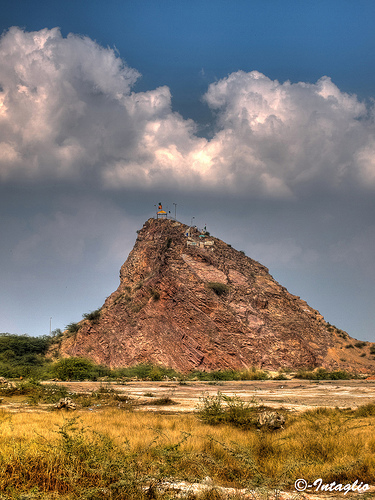
La colline de Sangla, qui a donné son nom à la ville.

Le district est divisé en trois tehsils ainsi que 65 Union Councils.
| Tehsil        | Population (rec. 2017) |
| ------------- | ---------------------- |
| Nankana Sahib | 883 876                |
| Sangla Hill   | 227 630                |
| Shahkot       | 244 868                |

Quatre villes du district dépassent les 20 000 habitants. La plus importante est la capitale, Nankana Sahib, suivie de peu par Shahkot et Sangla Hill. Ces trois villes rassemblent près de 16 % de la population totale du district et 87 % de sa population urbaine.
| Ville         | Population (rec. 2017) |
| ------------- | ---------------------- |
| Nankana Sahib | 79 540                 |
| Shahkot       | 74 271                 |
| Sangla Hill   | 61 504                 |
| Warburton     | 30 738                 |

## Économie et éducation

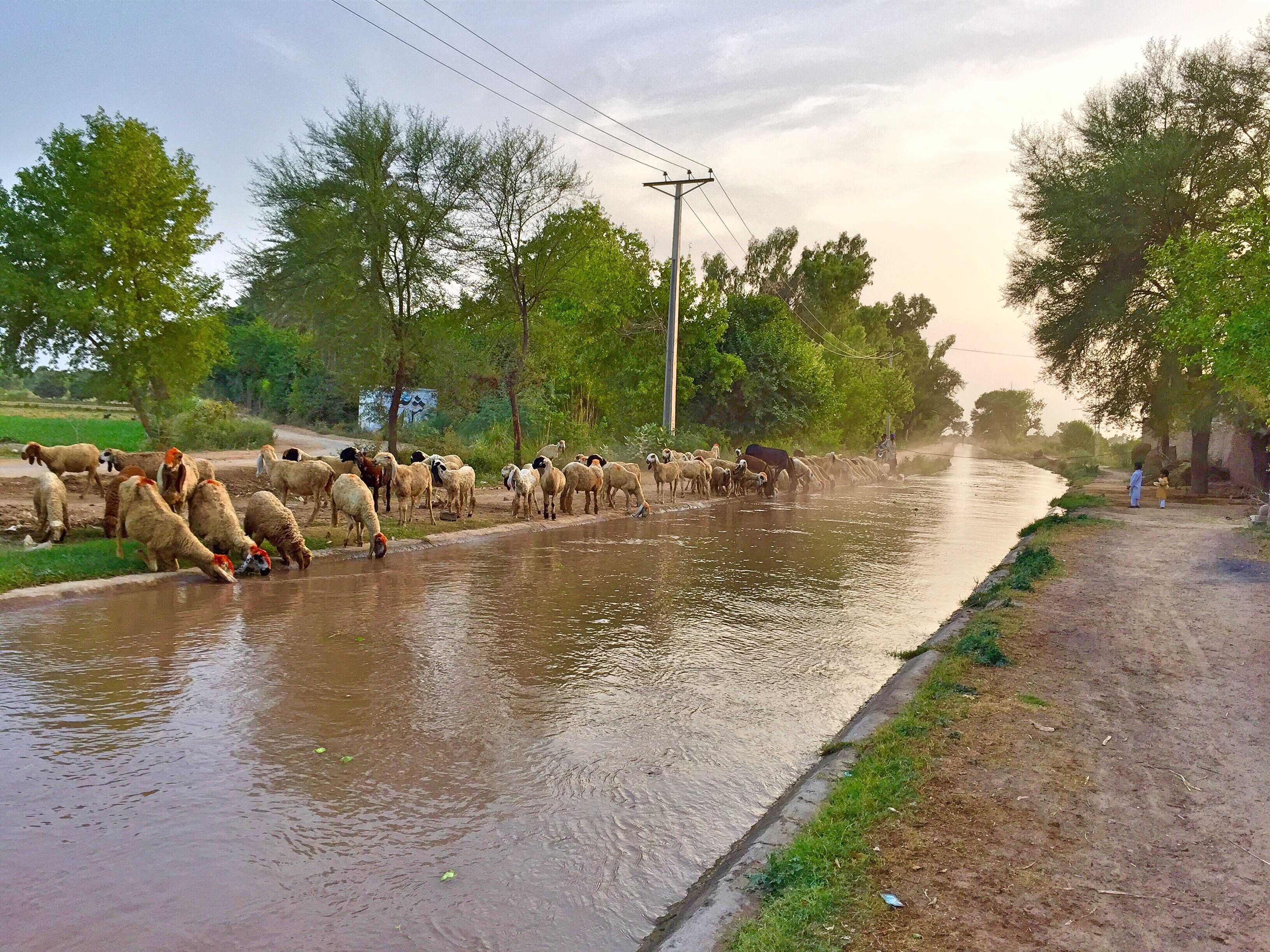
Troupeau près de Shahkot.

Le district de Nankana Sahib est assez peu développé et surtout rural, même s'il profite de sa proximité avec Lahore, la deuxième plus grande ville du pays. La population vit surtout de l’agriculture et l’élevage. Le district est desservi par le train sur la ligne de chemin de fer entre Shekhupura et Shorkot ainsi que par un réseau de routes secondaires.
Selon un classement national sur la qualité de l'éducation, le district se trouve parmi les mieux notés du pays, avec une note de 70 sur 100 et une égalité entre filles et garçons de 86 %. Il est classé 26e sur 141 districts au niveau des résultats scolaires et 40e sur 155 au niveau de la qualité des infrastructures des établissements du primaire.

## Politique

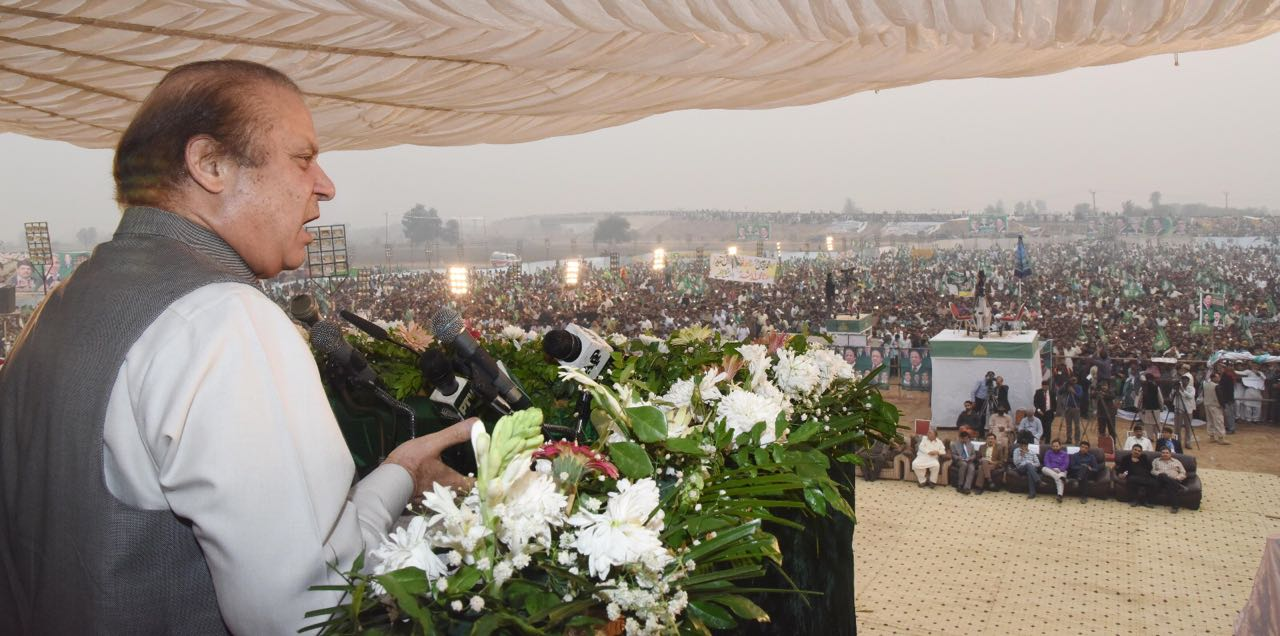
Nawaz Sharif en meeting à Sangla Hill.

À la suite de la réforme électorale de 2018, le district est représenté par les deux circonscriptions no 117 et 118 à l'Assemblée nationale ainsi que les quatre circonscriptions no 131 à 134 de l'Assemblée provinciale. Lors des élections législatives de 2018, elles sont remportées par quatre candidats de la Ligue musulmane du Pakistan (N) et deux du Mouvement du Pakistan pour la justice.
| Parti                                       | Voix (national) | %       | Élus nationaux | Élus provinciaux |
| ------------------------------------------- | --------------- | ------- | -------------- | ---------------- |
| Ligue musulmane du Pakistan (N)             | 135 907         | 30,67 % | 1              | 3                |
| Mouvement du Pakistan pour la justice       | 131 054         | 29,57 % | 1              | 1                |
| Tehreek-e-Labbaik Pakistan                  | 69 003          | 15,57 % | 0              | 0                |
| Parti du peuple pakistanais                 | 21 603          | 4,87 %  | 0              | 0                |
| Autres partis                               | 2 138           | 0,48 %  | 0              | 0                |
| Indépendants                                | 85 967          | 19,40 % | 0              | 0                |
| Total exprimés (participation : 58,48 %)    | 443 149         | 100 %   | 2              | 4                |
| Source : Commission électorale du Pakistan, |                 |         |                |                  |